# Кевліані
Кевліані (груз. კევლიანი) — село в Грузії.
За даними перепису населення 2014 року в селі проживає 57 осіб.